# Rudzica (gromada w powiecie konińskim)
Rudzica – dawna gromada, czyli najmniejsza jednostka podziału terytorialnego Polskiej Rzeczypospolitej Ludowej w latach 1954–1972.
Gromady, z gromadzkimi radami narodowymi (GRN) jako organami władzy najniższego stopnia na wsi, funkcjonowały od reformy reorganizującej administrację wiejską przeprowadzonej jesienią 1954 do momentu ich zniesienia z dniem 1 stycznia 1973, tym samym wypierając organizację gminną w latach 1954–1972.
Gromadę Rudzica z siedzibą GRN w Rudzicy utworzono – jako jedną z 8759 gromad na obszarze Polski – w powiecie konińskim w woj. poznańskim, na mocy uchwały nr 25/54 WRN w Poznaniu z dnia 5 października 1954. W skład jednostki weszły obszary dotychczasowych gromad Anielew, Izabelin, Laskówiec, Rudzica i Wola Podłężna ze zniesionej gminy Gosławice w tymże powiecie. Dla gromady ustalono 17 członków gromadzkiej rady narodowej.
Gromadę zniesiono 1 stycznia 1958, a jej obszar włączono do gromad: Gosławice (miejscowości Sulanki i Sulanki majątek), Licheń Stary (miejscowości Anielew, Izabelin i Lutnia) i nowo utworzonej Morzysław (miejscowości Długa Łąka, Grójec, Laskówiec, Laskówiec kolonia, Rudzica, Rudzica leśniczówka, Rudzica kolonia, Wola Podłężna, Wola Podłężna I i Wola Podłężna II) w tymże powiecie.